# Charta 77 (musikgrupp)
Charta 77 är ett svenskt punkband från Köping som bildades 1983.

## Bandet
Charta 77 bildades i trappan utanför dansgolvet i Köpings Folkets Park av Per Granberg (bas och sång) och Johnny Smedberg (gitarr). Granbergs gamla band (N.O.S.) hade just spruckit och han visste att Smedberg letade nytt band att spela med. Martin Nordberg (trummor) kontaktades och första sättningen bildades, av det som skulle bli en av Sveriges mest långlivade punkgrupper. Till de mer uppmärksammade låtarna hör Lilla björn och lilla tiger, Vykort från Rio, Herrarna i sandlådan, Grisfesten och Ensam kvar.
Albumet Tecken i tiden från 1995 nådde 34:e plats på den svenska albumtopplistan. Singeln Världssamvetet från samma skiva nådde 40:e plats på singellistan.
Per Granberg startade punkskivbolaget Birdnest Records i början av 1980-talet, och är sedan dess direktör.
Den 31 augusti 2015 meddelade bandet att gitarristen Johnny Smedberg efter 32 år lämnat Charta 77 på grund av "för stora musikaliska motsättningar". Den 30 april 2017 meddelades att även Mattias Söderlund (bas och kör) hade beslutat att kliva av för att lägga krutet på andra bandåtaganden, däribland Sir_Reg. Söderlund hade varit medlem i Charta 77 sedan 2000 och ersattes tills vidare i livesammanhang av Köttgrottornas Stefan "Mongo" Enger.
Vid inspelningen av albumet Inget varar för evigt så har det alltid varit, som släpptes den 3 november 2017, medverkade förutom de återstående medlemmarna Per och Teijo Granberg, samt "Mongo", även Janne Olsson på gitarr samt Erik Ullvin på klaviatur.
Under 2019 påbörjades ett arbete som mynnade ut i en trilogi med nornorna som tema. Album nummer ett, SKULD, släpptes i januari 2020. Album nummer två, VERDAN-DI, släpptes i september 2020 och det tredje albumet URD släpptes digitalt den 18 augusti 2022. En knapp vecka senare, den 24 augusti, släpptes Ödesboxen, där alla tre skivor i vinylformat ingår.
I maj 2024 släppte bandet Den sista måltiden, ett album där bandets fans fick vara med och rösta rörande urvalet av låtar.

### Medlemmar
Nuvarande medlemmar
- Per Granberg – sång, gitarr (1983–), basgitarr (1983–1994)
- Janne Olsson - gitarr, körsång (2015–)
- Stefan Enger - basgitarr, körsång (2017–)
- Tommie Fagerberg - trummor (2022–)

Tidigare medlemmar
- Johnny Smedberg – gitarr (1983–2015)
- Martin Nordberg – trummor (1983–1987)
- Micke Bergman – sång, gitarr (1985–1986)
- Leif Ekring – trummor (1987–1994)
- Gustaf Hielm – basgitarr (1994–1995)
- Fredrik Wikman – basgitarr (1996–1999)
- Johan Hultman – trummor (2003–2011)
- Mattias Söderlund – basgitarr (1999–2017)
- Teijo Granberg (fd. Pulkkinen) – trummor (1994–2003, 2011–2021)
- Erik Ullvin – keyboards, körsång (2017–2022)

## Diskografi

### Album
- 1984 – Välfärdens avfall
- 1985 – Sista dansen
- 1987 – Split (med Peace in Paris)
- 1988 – White face
- 1989 – Institution, Justice and Poverty
- 1991 – The Beauty is in the Beholders Eyes
- 1992 – Hobbydiktatorn
- 1993 – Grisfesten
- 1995 – Tecken i Tiden
- 1996 – n Annorlunda
- 1998 – Svart på vitt
- 2000 – Sagan om världens mest hypade band
- 2002 – G8
- 2004 – Spegelapan
- 2015 – SALT
- 2016 – Trodde vi skulle ändra världen ...
- 2017 – Inget varar för evigt, så har det alltid varit
- 2020 – SKULD
- 2020 – VERDAN-DI
- 2022 – URD
- 2024 – Den sista måltiden

### Singlar & EP
- 1986 – "Out it's still dark"
- 1989 – "Explode"
- 1990 – "It vibrates"
- 1990 – "Another brick in the wall"
- 1991 – "Vykort från Rio"
- 1992 – "Information"
- 1993 – "Före Grisfesten"
- 1994 – "6"
- 1995 – "Världssamvetet"
- 1995 – "Herrarna i Sandlådan"
- 1995 – "Lilla Björn och lilla Tiger" (EP)
- 1997 – "Before the rain"
- 1998 – "När köttet är slut"
- 1999 – "Jag är gud"
- 2003 – "Reser sig och bara går"
- 2013 – "Är du då stolt att vara svensk?"

### Samlingar
- 1991 – Kröp, Gick & Skrek 83-85
- 1993 – Skrek Ännu Högre 85-87
- 1994 – BLY (Samling med covers av Charta)
- 1994 – HEL! (Live)
- 1998 – 83-98 (CD-box)
- 1998 – Singlar 85-98
- 2003 – I Drömmarnas Land 83-03
- 2013 – Läs mellan raderna 1983–2013
- 2016 – SVETT – Live in Trondheim (Live)
- 2022 – Ödesboxen (SKULD, VERDAN-DI och URD)